# Rachetele nu trebuie să decoleze
Rachetele nu trebuie să decoleze (titlul original: în rusă Ракеты не должны взлететь, transliterat: Rachetî ne doljnî vzletet) este un film de război sovietic, realizat în 1964 de regizorii Aleksei Șvaciko și Anton Timonișin, protagoniști fiind actorii Evgheni Gvozdiov, Hleb Strijenov, Via Artmane și Lev Poliakov.

## Rezumat
În 1944, un ofițer ucrainean capturat de nemți, Mihail Skiba, scapă dintr-o grupă de lucru supravegheată, care dezamorsa bombele neexplodate, undeva pe teritoriul Germaniei. La scurt timp i se alătură polonezul Dulkevici și sabotorul american Eugen, trimis pentru a stabili coordonatele exacte ale locului de lansare a rachetelor cu care Londra este bombardată. Cu o mică ambarcațiune, toți trei se îndreaptă spre Olanda ocupată de germani, unde trebuie să găsească obiectivul secret, baza de lansare a rachetelor V-2.

## Distribuție
- Evgheni Gvozdiov – Skiba
- Hleb Strijenov – polonezul Dulkevici
- Via Artmane – Pearl
- Lev Poliakov – Eugen
- Iuri Volkov – Liebig
- Vsevolod Safonov – germanul Heinz
- Vladimir Volcik – jugoslavul Atanasio
- Oleg Golubițki – englezul Klifton
- Valeri Panarin – polonezul Boleslav
- Iuri Lavrov – șeful Gestapoului
- Zoia Fiodorova – Frau Kestler
- Taisia Litvinenko – Doris
- Alfred Rebane –
- Serghei Sibel – olandezul
- Grigori Teslia – Kern
- Serghei Golovanov – un ofițer neamț
- Ekaterina Șandîbina – Henrike
- Uno Loit – Fitih

## Lansare
A fost lansat în anul 1965 și a avut parte de mare succes comercial, fiind vizionat de 20,7 milioane de spectatori în cinematografele din Uniunea Sovietică.